# European Hockey League
De European Hockey League was een door de Internationale IJshockeyfederatie (IIHF) georganiseerde Europese ijshockeycompetitie voor de winnaars van de nationale kampioenschappen. 

## Historiek
De eerste editie vond plaats in het seizoen 1996-97 en werd gewonnen door het Finse TPS Turku. De laatste editie vond plaats in 1999-00 en werd gewonnen door het Russische Metalloerg Magnitogorsk. De voor loper van deze competitie was de IIHF Europa Cup. De opvolger van deze competitie was de Continental Cup.

## Winnaars

### Knockout
| Jaar    | Plaats    | Winnaar                 | Uitslag  | Tegenstander  |
| ------- | --------- | ----------------------- | -------- | ------------- |
| 1996-97 | Turku     | TPS Turku               | 5-2      | Dinamo Moskou |
| 1997-98 | Feldkirch | VEU Feldkirch           | 5-3      | Dinamo Moskou |
| 1998-99 | Moskou    | Metalloerg Magnitogorsk | 2-1 (OT) | Dinamo Moskou |
| 1999-00 | Lugano    | Metalloerg Magnitogorsk | 2-0      | Sparta Praag  |